# Europe's Biggest Dance Show 2020
Europe's Biggest Dance Show 2020 zal de tweede editie van Europe's Biggest Dance Show zijn, een zeven uur lange radiodanceshow uitgezonden door BBC Radio 1, in samenwerking met zeven andere radiostations vanuit heel Europa: 1LIVE, Fritz, Mouv', NPO 3FM, RTÉ 2FM, Studio Brussel en Sveriges Radio P3.
De show wordt uitgezonden vanaf 20:00 op vrijdag 8 mei 2020.

## Volgorde
| Tijd  | Land                | Radiozender       | Dj('s)                       | Presentator               |
| ----- | ------------------- | ----------------- | ---------------------------- | ------------------------- |
| 20:00 | Verenigd Koninkrijk | BBC Radio 1       | Pete Tong                    | Annie Mac                 |
| 21:00 | Zweden              | Sveriges Radio P3 | Rebecca &amp; Fiona          | Samir Yosufi              |
| 22:00 | Duitsland           | 1LIVE             | Mashup-Germany [de]          | Jan-Christian Zeller [de] |
| 22:30 | Duitsland           | Fritz [de]        | Purple Disco Machine [de]    | Michail Stangl            |
| 23:00 | België              | Studio Brussel    | Jeroen Delodder              | Jeroen Delodder           |
| 00:00 | Ierland             | RTÉ 2FM           | Rebūke                       | Jenny Greene              |
| 01:00 | Nederland           | NPO 3FM           | Sam Feldt and Oliver Heldens | Yoeri Leeflang            |
| 02:00 | Frankrijk           | Mouv'             | Ayane                        | Emmy                      |